# Emerald Rush
Emerald Rush è un singolo del musicista britannico Jon Hopkins, pubblicato il 6 marzo 2018 come primo estratto dal quinto album in studio Singularity.

## Video musicale
Il videoclip, pubblicato in concomitanza con il lancio del singolo, è stato diretto da Robert Hunter e Elliot Dear e girato in animazione.

## Tracce
Download digitale, CD promozionale (Regno Unito)
1. Emerald Rush (Edit) – 3:22
2. Emerald Rush – 5:36

Download digitale – remix
1. Emerald Rush (Solomun Remix) – 7:45
2. Emerald Rush (Solomun Remix) (Edit) – 3:41

## Formazione
Musicisti
- Jon Hopkins – pianoforte, campionatore, programmazione
- Lisa Elle – voce
- Emma Smith – strumenti ad arco
- Clark – programmazione aggiuntiva della batteria
- Sasha Lewis – sound design e programmazione aggiuntivi

Produzione
- Jon Hopkins – produzione, ingegneria del suono, missaggio
- Cherif Hashizume – missaggio, ingegneria del suono aggiuntiva, registrazione pianoforte
- Rik Simpson – programmazione e missaggio aggiuntivi